# Liste von Rebsorten/V
Legende, Erläuterungen und Quellen: Siehe Hauptartikel!
Hinweise zu Änderungen bzw. Ergänzungen siehe Diskussion.
| Rebsorte - wichtige Synonyme | VIVC | Bild | Verw.   | H.  | Spe.  | Abstammung                                           | Zü.J. | ha 2016 | Anbauländer |
| --- | ---- | ---- | ------- | --- | ----- | ---------------------------------------------------- | ----- | ------- | --- |
| Valbom |      |      | RWT     | PRT | V.Vi. | Castelao × Bouschet Petit                            |       | 162     | Portugal |
| Valdiguié - Valdiguié, Aramon Du Sud-Ouest, Brocol, Cahor, Napa Gamay |      |      | RWT     | FRA | V.Vi. |                                                      |       | 126     | Frankreich, Brasilien, USA |
| Valenci Tinto - Grumier Tinto |      |      | RWT, TT | ESP | V.Vi. |                                                      |       | 26      | Spanien |
| Valensi - Valensi Noir, Grumier Tinto |      |      | RWT     | FRA | V.Vi. |                                                      |       | 15      | Frankreich |
| Valentino Nero - Valentino |      |      | RWT     | ITA | V.Vi. | Chatus × Dolcetto                                    | 1936  | 20      | Italien |
| Valerien |      |      | WWT     | FRA | I. C. |                                                      |       | 23      | Rumänien, Frankreich |
| Valiant |      |      | RWT, TT | USA | I. C. | Fredonia × South Dakota 62- 8- 58                    | 1967  | 11      | USA |
| Valveirinha - Valveirinho |      |      | WWT     | PRT | V.Vi. | Vital × Alvarinho                                    |       | 0       | Portugal |
| Valvin Muscat - New York 62.0122.01 |      |      | WWT     | USA | I. C. | Muscat Du Moulin × Muscat Ottonel                    | 1962  | 6       | USA |
| Varejoa - Tinta Varejoa |      |      | RWT     | PRT | V.Vi. |                                                      |       | 1       | Portugal |
| Varousset |      |      | RWT     | FRA | I. C. | Seibel 4668 × Subereux                               |       | 5       | Frankreich |
| Vasilaki - Altintas, Anadolu Yapincagi, Kabudagi |      |      | WWT     | TUR | V.Vi. |                                                      |       | 4       | Türkei |
| Vega |      |      | WWT     | ITA | V.Vi. | Furmint × Malvasia Istriana                          | 1937  | 27      | Italien |
| Veltliner Braun - Bachovichka Belina, Braune Veltliner, Brauner Veltliner, Brauner Veltliner, Fuerymony Feher, Gelbling, Todträger, Todträger, Zuchero Carmella                                                                    |      |      | WWT     | AUT | V.Vi. |                                                      |       |         | Österreich |
| Veltliner Frührot - Babotraube, Babottraube Rothe, Babovina, Babovina, Babuv Hrozen, Babuy Hrozen, Cerveny Cynifadl, Cerveny Cynifadl, Zuchero Carmella                                                                            |      |      | WWT, TT | AUT | V.Vi. | Silvaner × Veltliner Rot                             |       | 388     | Deutschland, Ungarn, Frankreich, Österreich, Tschechien, Slowakei |
| Veltliner Grau - Veltelini Szuerke |      |      | WWT     | AUT | V.Vi. |                                                      |       |         | Österreich |
| Veltliner Grün - Weißgipfler, Grüne Manhardsrebe, Grüner, Grüner Muskateller, |      |      | WWT     | AUT | V.Vi. | Traminer × St. Georgen                               |       | 18849   | Österreich, Slowakei, Ungarn, Tschechien, Italien, Argentinien, Deutschland, Rumänien, Neuseeland                                                                                       |
| Veltliner Rot - Fleischrother Veltliner, Fleischtraminer, Fleischtraube |      |      | WWT     | ITA | V.Vi. |                                                      |       | 199     | Ungarn, Österreich |
| Ventura |      |      | WWT     | CAN | I. C. | Chelois × Elvira                                     | 1951  | 10      | USA |
| Venus |      |      | TT      | USA | I. C. | Alden × New York 46000                               | 1964  | 0       | Brasilien |
| Verdea - Colombana Bianca, Vardea, Verdea di Montalto, Verdecana |      |      | WWT, TT | ITA | V.Vi. |                                                      |       | 39      | Italien |
| Verdeca - Colombana, Verdicchio Giallo |      |      | WWT, TT | ITA | V.Vi. |                                                      |       | 913     | Italien |
| Verdejo Blanco - Verdejo, Verdejo Blanco |      |      | WWT     | ESP | V.Vi. | Savagnin = Traminer × Castellana Blanca              |       | 17.931  | Spanien |
| Verdelet - Seibel 9110 |      |      | WWT, TT | FRA | I. C. | Plantet × Seibel 4938                                |       | 40      | Kanada |
| Verdelho Branco - Verdelho |      |      | WWT     | PRT | V.Vi. |                                                      |       | 1.516   | Brasilien, Portugal, USA, Argentinien, Südafrika, Australien, Neuseeland |
| Verdelho Roxo |      |      | WWT     | PRT | V.Vi. |                                                      |       | 4       | Portugal |
| Verdelho Tinto |      |      | RWT     | PRT | V.Vi. |                                                      |       | 29      | Portugal |
| Verdello - Breval |      |      | WWT     | ESP | V.Vi. |                                                      |       | 179     | Italien |
| Verdesse - Verdea, Verdeche, Verdesse Muscade, Verdesse Musquee |      |      | WWT, TT | FRA | V.Vi. |                                                      |       | 3       | Frankreich, Italien |
| Verdial Tinto |      |      | RWT     |     | V.Vi. |                                                      |       | 3       | Portugal |
| Verdicchio Bianco - Boschera, Peverella, Trebbiano di Soave, Verdicchio |      |      | WWT     | ITA | V.Vi. |                                                      |       | 4.682   | Brasilien, Italien, Argentinien |
| Verdicchio |      |      | WWT     | ITA | V.Vi. |                                                      |       |         | Italien |
| Verdil - Verdiel, Verdosillo |      |      | WWT     | ESP | V.Vi. |                                                      |       | 50      | Spanien |
| Verdiso - Verdia, Verdia de Campagna, Pedevenda |      |      | WWT     | ITA | V.Vi. |                                                      |       | 52      | Italien |
| Verdoncho |      |      | WWT     |     | V.Vi. |                                                      |       | 2124    | Spanien |
| Verduschia |      |      | WWT     | ITA | V.Vi. |                                                      |       | 9       | Italien |
| Verduzzo Friulano - Ramandolo, Romandolo |      |      | WWT     | ITA | V.Vi. |                                                      |       | 690     | Italien, Argentinien |
| Verduzzo Trevigiano |      |      | WWT     | ITA | V.Vi. |                                                      |       | 531     | Italien |
| Vermentino Nero |      |      | RWT     | ITA | V.Vi. |                                                      |       | 124     | Italien |
| Vermentino - Carbesso, Favorita, Fourmentin, Garbesso, Malvasia, Malvasia Grossa, Malvoisie a Gros Grains, Malvoisie de Corse, Malvoisie Précoce, Rolle, Pigato, Favorita, Favorita Diaz                                           |      |      | WWT, TT | ITA | V.Vi. |                                                      |       | 11.483  | Frankreich, Brasilien, Italien, Argentinien |
| Vernaccia Bianca - Vernaccia |      |      | WWT     | ITA | V.Vi. |                                                      |       |         | |
| Vernaccia di Oristano - Cagnaccia, Carnaggia, Cranaccia, Garnaccia, Granazza, Moranina, Varnaccia, Vernaccia, Vernaccia Austera, Vernaccia Bianca, Vernaccia di S. Vero Milis, Vernaccia di San Vero Milis, Vernaccia di Solarussa |      |      | WWT     | ITA | V.Vi. |                                                      |       | 246     | Italien |
| Vernaccia di San Gimignano - Alba Canina, Bervedino, Caccinella, Caccione, Caciunella, Canaiolo Bianco, Canajola, Canajolo, Canajolo Bianco                                                                                        |      |      | WWT     | ITA | V.Vi. |                                                      |       | 884     | Italien |
| Vernatsch - Trollinger, Bervedino |      |      | RWT, TT |     | V.Vi. |                                                      |       |         | |
| Vertes Csillaga |      |      | WWT     | HUN | I. C. | Eger 1 × Medoc Noir                                  | 1957  | 11      | Ungarn |
| Vertzami - Balsamina Nera, Barsami, Barzami, Lefkada |      |      | RWT, TT | GRC | V.Vi. |                                                      |       | 60      | Griechenland, Zypern |
| Veruccese |      |      | RWT     |     | V.Vi. |                                                      |       | 0       | Italien |
| Vespaiola |      |      | WWT     | ITA | V.Vi. |                                                      |       | 90      | Italien |
| Vespolina - Balsamina, Canneta, Croattina |      |      | RWT     | ITA | V.Vi. |                                                      |       | 88      | Italien |
| Victoria |      |      | TT      | ROU |       | Cardinal × Afus Ali                                  | 1964  | 620     | Kroatien |
| Vidadillo - Canona, Garnacha Basta, Garnacha Gorda, Vitadillo |      |      | RWT     | ESP | V.Vi. |                                                      |       | 38      | Spanien |
| Vidal Blanc - Vidal, Vidal 256, Vidal Blanc, Vidal 256, Vidal Divers |      |      | WWT     | FRA | I. C. | Trebbiano Toscano × Rayon D"Or                       |       | 1.936   | USA, Kanada |
| Vien de Nus - Gros Oriou, Gros Rodzo, Gros Rouge, Gros Vien |      |      | RWT     | ITA | V.Vi. |                                                      |       | 9       | Italien |
| Vignoles - Ravat 51 |      |      | WWT     | FRA | I. C. |                                                      |       | 241     | USA |
| Vijariego Negro - Vijariego, Diego, Vijiriego |      |      | RWT     |     | V.Vi. |                                                      |       | 369     | Spanien |
| Viktor - EB. 10, Novo Eger EB 9 1 |      |      | WWT     | HUN | I. C. | Zala Gyoengye × Kazachka                             | 1970  | 0,2     | Ungarn |
| Viktoria Gyoengye - Cs.F.T. 195, Cs.F.T. 195, Kozma Csft 195 |      |      | WWT     | HUN | I. C. | Villard Blanc × Csaba Gyoengye                       |       | 198     | |
| Vilana |      |      | WWT     | GRC | V.Vi. |                                                      |       | 650     | Griechenland |
| Villard Blanc |      |      | WWT     | FRA | I. C. | Seibel 6468 × Subereux                               |       | 743     | Ungarn, Frankreich, Südafrika |
| Villard Noir - Seyve-Villard 18-315 |      |      | RWT     | FRA | I. C. | Chancellor × Subereux                                |       | 777     | Frankreich, Kanada |
| Villaris |      |      | WWT     | DEU | V.Vi. | Sirius × Vidal Blanc                                 | 1984  |         | |
| Vincent |      |      | RWT     | CAN | I. C. | Vineland 370628 × Chelois                            |       | 8       | USA |
| Vinhão - Sousao, Souson, Souzao |      |      | RWT     | PRT | V.Vi. |                                                      |       | 4.468   | Spanien, Portugal, USA, Südafrika |
| Viognier - Galopine, Petit Viognier, Petit Vionnier, Viogné, Viogner, Vionnier, Viogner |      |      | WWT     | FRA | V.Vi. |                                                      |       | 16.063  | Anbauländer Spanien, Chile, Ungarn, Rumänien, Frankreich, Schweiz, Brasilien, Portugal, Italien, Türkei, USA, Argentinien, Uruguay, Südafrika, Australien, Kanada, Neuseeland, Thailand |
| Violeta |      |      | RWT     | BRA | I. C. | Traviu × Rubea                                       | 1999  | 636     | Brasilien |
| Viorica - Viorica |      |      | WWT     | MDA | I. C. | Seibel 13666 × Aleatico                              | 1969  | 558     | Moldawien, Russische Föderation |
| Viosinho |      |      | WWT     | PRT | V.Vi. |                                                      |       | 916     | Portugal |
| Vital |      |      | WWT     | PRT | V.Vi. | Arinto Do Dao × Rabigato                             |       | 659     | Portugal |
| Vitovska - Grganja, Vitouska, Vitouska |      |      | WWT     | SVN | V.Vi. | Glera × Malvasia Bianca Lunga (Malvasia del Chianti) |       | 33      | Italien |
| Viura - Macabeo, Vitouska |      |      | WWT     | ESP | V.Vi. | Heben × Brustiano Faux                               |       | 38.625  | Spanien, Frankreich, Argentinien |
| Vlachiko - Blachiko, Blachos, Vlachico de Jannina, Vitouska |      |      | RWT     | GRC | V.Vi. |                                                      |       | 51      | |
| Voskeat - Voskehat |      |      | WWT, TT | ARM | V.Vi. |                                                      |       | 809     | Armenia |
| Vranac |      |      | RWT     | MNE | V.Vi. |                                                      |       | 149     | Kroatien |
| Vugava |      |      | WWT     | YUG | V.Vi. |                                                      |       | 36      | Kroatien |
| Vuillermin |      |      | RWT     | ITA | V.Vi. |                                                      |       | 3       | Italien |
| Vulcanus |      |      | WWT     | HUN |       | Budai Zoeld × Pinot Gris                             | 1957  | 5       | Ungarn |